# Valerie Lorenz-Szabo
Valerie Lorenz-Szabo (* 26. Mai 1916 in Wien; † 6. Dezember 1996 ebenda) war eine österreichische Schriftstellerin.

## Leben

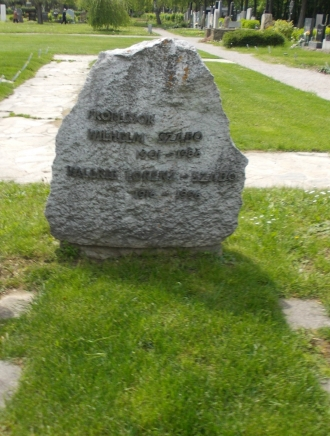
Grabstätte von Valerie Lorenz-Szabo

Valerie Lorenz-Szabo, geboren und aufgewachsen in Wien, verbrachte ihre Jugend in einer liberalen-weltoffenen Atmosphäre. Sie absolvierte die dreijährige Bundeslehranstalt für Frauengewerbe, besuchte die Kunstgewerbeschule am Stubenring und war Schülerin des Bildhauers Josef Heu. Seit 1937 mit dem bekannten österreichischen Lyriker und Schriftsteller Wilhelm Szabo verheiratet, stellte sie ihre Literatur unter einen Scheffel und begann erst spät ihre Erzählungen in Zeitschriften und Zeitungen zu publizieren und in Lesungen vorzutragen. Lorenz-Szabo stammte aus einer jüdischen Familie, viele ihrer Angehörigen wurden in Konzentrationslagern vernichtet. Sie selbst überlebt die Nazi-Herrschaft gemeinsam mit ihrem Ehemann im Stift Zwettl, wo sie Schutz vor der Verfolgung fanden. Nach dem Krieg lebte sie viele Jahre mit ihrem Mann in kleinen Waldviertler Städten. Sie lernte das Leben auf dem Land, den Gegensatz von Großstadt und Provinz, die dunklen, aber auch die leichten Seiten der Landschaft und deren Bewohner kennen und gestaltete sie in ihren Werken. Von 1966 bis zu ihrem Tod im Dezember 1996 in wohnte die Autorin in Wien-Döbling. Valerie Lorenz-Szabo starb am 6. Dezember 1996, im 81. Lebensjahr in Wien. Sie wurde neben ihren Gatten in einem ehrenhalber gewidmeten Grab der Gemeinde Wien, im sogenannten Ehrenhain der Gruppe 40, Nummer 130 am Wiener Zentralfriedhof beigesetzt.
Das Buch „Veras Puppen“ enthält 15 Erzählungen und ist die einzige eigenständige Publikation von Valerie Lorenz-Szabo. In diesem Band, der 1994 erscheint, stehen Frauen im Mittelpunkt der Handlungen. Alte Frauen, junge Frauen, Frauen, die aufbegehren, Frauen, die sich auf einen neuen, fremden Weg begeben, Frauen in Ausnahmesituationen, Frauen in Isolation, in Abhängigkeitsverhältnissen. Ort der Handlung sind die Gegend des Waldviertels, das Leben am Land oder geschlossene Räume, meist mit den Attributen mystisch, unreal und unheimlich besetzt. Veras Puppen bildet den Titel des Erzählbandes und der umfangreichsten Geschichte im Band. Das Bild der Frau als Puppe, die sich gefangen wie in einem Kokon fühlt, kehrt in einigen Geschichten wieder und bildet den roten Faden. Beachtlich ist die Vielfalt in den Erzählungen, neben der Beibehaltung und Kontinuität des Hauptthemas. In klarer, einfacher Sprache zeichnet sie das Leben von Frauen nach, die sich mit dem Älterwerden, Homosexualität, Verfolgung, unglücklichen Ehen, Ängsten, Einsamkeit konfrontiert sehen.

## Werke
- Veras Puppen, Erzählungen und Kurzprosa, Edition Doppelpunkt, Wien 1994

| Personendaten    | Personendaten                    |
| ---------------- | -------------------------------- |
| NAME             | Lorenz-Szabo, Valerie            |
| KURZBESCHREIBUNG | österreichische Schriftstellerin |
| GEBURTSDATUM     | 26. Mai 1916                     |
| GEBURTSORT       | Wien                             |
| STERBEDATUM      | 6. Dezember 1996                 |
| STERBEORT        | Wien                             |